# 교황 첼레스티노 2세
교황 첼레스티노 2세(라틴어: Caelestinus PP. II, 이탈리아어: Papa Celestino II)는 제165대 교황(재위: 1143년 9월 26일 - 1144년 3월 8일)이다. 본명은 귀도 디 카스텔로(이탈리아어: Guido di Castello)이다.

## 생애 초기
귀도 디 카스텔로는 지역 귀족인 니콜로 디 카스텔로의 아들로 아펜니노산맥 위 파테르나산타펠리치타에 있는 치타디카스텔로 또는 안코나 국경 지역의 마체라타에서 태어났다.
귀도는 피에르 아벨라르 밑에서 수학했으며, 마침내 학교 내에서 저명인사가 되었다. 로마에서 차부제로 서품받은 귀도는 교황 갈리스토 2세에 의해 교황청 서기관(scriptor apostolicus)으로 등용되었다. 1127년 교황 호노리오 2세에 의하여 그는 산타 마리아 인 비아 라타 성당의 부제급 추기경에 서임되었다. 1130년 4월 3일부터 1133년 12월 21일까지 교황 교서들을 작성하는 일을 하였다. 1130년 이중 교황 선거에서 그는 교황 인노첸시오 2세에게 순명을 서약하였다. 1133년 12월 인노첸시오 2세는 그를 산마르코 에반젤리스타 알 캄피돌리오 성당의 사제급 추기경으로 승품시켰다. 그는 1134년 1월 11일과 1143년 5월 16일 사이 《S.R.E. indignus sacerdos》라는 교황 교서를 작성하였다. 산마르코 성당의 추기경으로서 귀도는 몬테카시노와 관련하여 인노첸시오 2세의 주장을 지지했으며, 인노첸시오 2세는 그에 대한 신뢰의 표지로서 그를 베네벤토의 렉토르로 세웠다. 이후 그는 1140년에 교황 특사로 임명되어 프랑스로 파견되었다.
귀도는 로마에서 81년 만에 소집된 1143년 교황 선거에 참석하여 인노첸시오 2세의 선종 후 이틀 후인 1143년 9월 25일에 교황으로 선출되어 첼레스티노라는 이름을 채택하였다.

## 교황
첼레스티노 2세는 연만하여 교황으로 선출된 후부터 그가 선종한 날짜인 1144년 3월 8일까지 겨우 5개월 13일 동안 교회를 다스렸다. 그는 즉위하자마자 가경자 베드로와 클뤼니 수사들에게 자신을 위해 기도해 달라고 요청하는 서신을 보냈으며, 리지외의 아르눌프에게 축하의 말을 들었다. 비록 그의 재위기간은 짧았지만, 전임자들과는 완전히 다른 통치를 하였다. 그는 시칠리아 국왕 루지에로 2세에 대한 인노첸시오 2세의 양보를 따르기를 거부했으며, 잉글랜드 국왕 스티븐에 반대하여 플랜태저넷 가문의 잉글랜드 왕위 주장을 지지하였다. 이 점을 분명히 하기 위해 그는 과거 인노첸시오 2세가 스티븐 왕의 동생인 블루아의 헨리 주교에게 부여했던 교황 특사로서의 권리를 갱신해주지 않았다. 첼레스티노 2세는 예루살렘의 성 마리아 독일 병원을 내려준 구호 기사단 뿐만 아니라 성전 기사단에게도 우호적이었다.
교황으로서 그의 주요 활동은 프랑스 국왕 루이 7세를 사면해 준 일이었다. 루이 국왕은 인노첸시오 2세가 피에르 드 라 샤트르를 부르쥬의 새 대주교로 지명된 것에 반대 의사를 표명했다. 피에르는 1142년 프랑스로 귀국했으나 루이 7세가 그가 교구령에 들어가는 것을 허락해주지 않자 샹파뉴 백작 티보 2세에게 의탁하였다. 인노첸시오 2세는 이러한 프랑스의 행동에 대해 성무 금지 명령을 내리는 것으로 응수하였다. 2년 동안 양측이 서로 반목하는 가운데 클레르보의 베르나르도가 중재하고 나섰다. 첼레스티노 2세가 선출되면서 베르나르도와 티보 2세는 함께 새 교황에게 상고하였으며, 루이 7세는 성무 금지 철회를 위해 사절단을 보냈다. 루이 7세는 피에르를 부르쥬의 합법적인 대주교로 인정하는데 동의했으며, 그 답례로 인노첸시오 2세는 성무 금지를 철회하였다.
첼레스티노 2세는 1144년 3월 8일 팔라티노 언덕 위에 있는 성 세바스티아노 수도원에서 선종했으며, 시신은 라테라노 대성전 남쪽 십자석에 매장되었다.

## 같이 보기
- 교황 목록